# Joan T. Schmelz
Joan T. Schmelz ha sido profesora de física en la Universidad de Memphis desde 1996.  El principal objeto de estudio de Schmelz  es el calentamiento de la corona solar, las propiedades y dinámica de la atmósfera solar. Para realizar sus investigaciones utiliza espectroscopia y datos de imágenes en diferentes longitudes de onda (rayos-X y ultravioleta). Los datos los obtienen a través de satélites y cohetes de la NASA. Ha publicado más de 80 artículos en revistas científicas de referencia y es autora de tres libros. Joan  Schmelz también ha sido miembro de la Sociedad Astronómica Americana (AAS´s), formando parte del comité encargado de monitorizar el estado de la mujer en la Astronomía durante 6 años (dos plazos).

## Educación y carrera científica
Joan T. Schmelz obtuvo su licenciatura en físicas en Rensselaer Polytechnic Institute en 1980. En ese mismo centro realizó sus estudios de Máster en Físicas. Su tesis de máster se tituló "Variabilidad en las estrellas T Tauri". Durante su estudios de máster, obtuvo un premio del Departamento de Físicas por su excelencia en la enseñanza. Posteriormente realizó sus estudios de doctorado en la Universidad Estatal de Pensilvania, investigando los hidróxilos extragalácticos.
Tras completar su doctorado, Schmelz trabajó durante cinco años en el Centro de Vuelo Espacial Goddard de la NASA donde  fue parte  del equipo de operaciones para la misión Máximo Solar. Después de su trabajo en la NASA, fue profesora ayudante en la Universidad Rhodes durante 4 años, tras los cuales comenzó a trabajar como profesora en la Universidad de Memphis.
En la Universidad de Memphis, Schmelz es la directora del laboratorio de física solar. Para estudiar el calentamiento de la corona solar utiliza datos obtenidos mediante los instrumentos de telescopia y espectrografía SOHO, TRACE y Yohkoh. Es también  visitante frecuente del Centro de Astrofísica de Harvard-Smithsonian. Ha participado además en la Fundación Nacional de Ciencia, en el departamento de Ciencias Astronómicas.
Actualmente, Joan Schmelz es subdirectora (y directora suplente) del Observatorio Arecibo en Puerto Rico.

## Promoviendo el papel de la mujer en ciencia
Desde el otoño de 2013,  ha sido la directora del programa de becas postdoctorales en el campo de la Astronomía y Astrofísica para el NSF (AAPF, siglas en inlgés).; Schmelz ha dirigido el Cómite sobre el estado de la mujer en la Astronomía, en la Sociedad Americana de Astronomía. Colabora en el blog de mujeres en Astronomía,  medio donde ha publicado artículos sobre acoso sexual, sesgo de género, patriarcado, conciliación laboral, así como muchos otros temas relativos al papel de las mujeres en la astronomía.
En enero de 2014,  participó en la Conferencia del Nordeste Archivado el 18 de noviembre de 2016 en Wayback Machine. para mujeres licenciadas en Físicas dando una charla Archivado el 4 de marzo de 2016 en Wayback Machine. sobre sesgo de género en la Penn State. Es un tema que trata frecuentemente, promoviendo que se conozcan los orígenes del patriarcado (por ejemplo, recomienda el libro de Merlin Stone 'Cuando Dios era una mujer ') para entender la baja representación de las mujeres en ciencia.
Además de participar en la Conferencia para mujeres licenciadas en físicas, ha impartido numerosas conferencias sobre la mujer en la ciencia en instituciones como Caltech, JPL, UT Austin, la Universidad de Maryland, el MIT, la Fundación Nacional de Ciencia o en la sede central de la NASA.
Schmelz juega un papel importante ayudando a mujeres  que buscan ayuda después de sufrir acoso sexual y otras formas de acoso dentro de la astronomía. Según Schmelz "no hay ninguna oficina que investigue las quejas confidenciales en primera instancia, sino que esperan a obtener más quejas. Este hecho, es una de las cosas que quiero perseguir. El Comité que vigila el  estado de la mujer en la astronomía ha estado actuando así, y yo personalmente también lo he hecho de una manera informal". Con respecto a la denuncias por acoso sexual a Geoffrey Marcy y su posterior renuncia del puesto que tenía en la universidad Berkeley, Schmelz comentó en el New York Times "Esto tendría que visibilizar el acoso sexual: nadie es demasiado grande para fallar".